# Die Verbannten Kinder Evas
Die Verbannten Kinder Evas est un groupe autrichien de dark wave, originaire de Vienne. Il figure sous le label Napalm Records et est formé en 1993.

## Histoire
Die Verbannten Kinder Evas peut être traduit par « Les Enfants exilés d’Ève. » Le groupe est à l'origine composé de Protector et Silenius, les membres du groupe de black metal Summoning. Michael Gregor quitte ensuite le groupe pour se consacrer à Summoning. La musique est lente et mélancolique et peut être rattachée à la mouvance musicale dark wave. Les paroles s'inspirent de John Dowland et Percy Bysshe Shelley.
En 2006, le groupe sort son quatrième album, Dusk and Void Became Alive avec une nouvelle chanteuse, Christina Kroustali,, sous le label Draenor Productions.

## Discographie
- 1995 : Die Verbannten Kinder Evas
- 1997 : Come Heavy Sleep
- 1999 : In Darkness Let Me Dwell
- 2006 : Dusk and Void Became Alive